# Charles Connell and Company
Charles Connell and Company est une entreprise de construction navale écossaise basée à Scotstoun à Glasgow sur la Clyde.

## Histoire

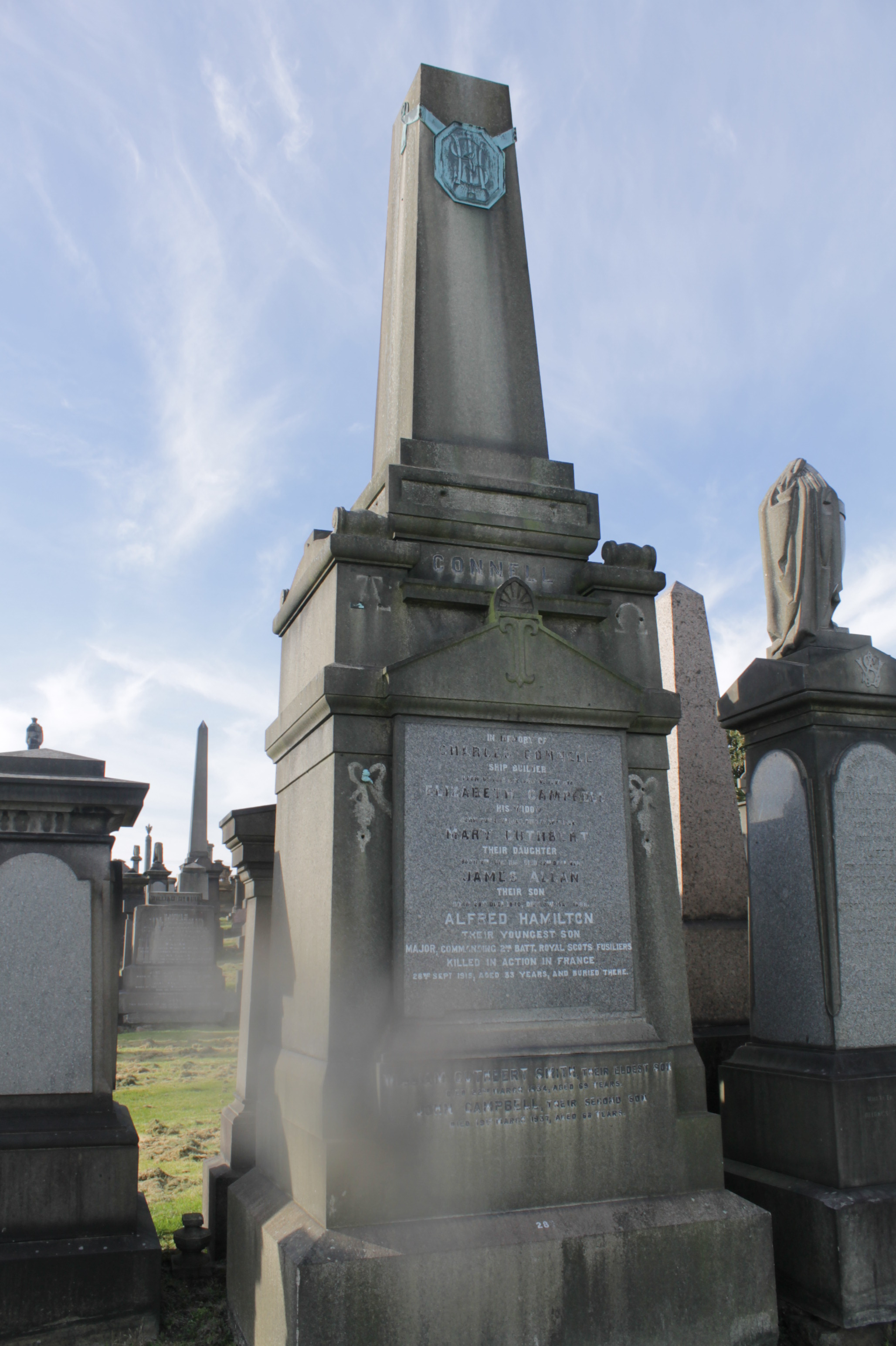
La tombe du fondateur à Glasgow.

La société est fondée par Charles Connell (1822-1894) qui a fait un apprentissage chez Robert Steele and Co avant de devenir directeur du chantier Alexander Stephen and Sons Kelvinhaugh avant de commencer la construction navale pour son propre compte à Scotstoun en 1861, se concentrant initialement sur les voiliers.
À partir de 1918, la société se fait connaitre pour ses navires à passagers et de marchandises de haute qualité. Le chantier ferme de 1930 à 1937 en raison de la Grande Dépression, avant que les efforts de réarmement ne stimulent la demande.
En 1968, le chantier est passé de la propriété de la famille Connell après 107 ans et est devient une partie de Upper Clyde Shipbuilders.
Upper Clyde Shipbuilders continue d'exploiter le chantier de Scotstoun jusqu'en 1971 quand il s'effondre et, de 1972 à 1980, sous le nom de Scotstoun Marine Ltd, une filiale de Govan Shipbuilders.
Le chantier naval Connell est fermé en 1980 après 119 ans de construction navale. Le site est vidé de ses outils du grutage bien que certaines preuves des postes d'amarrage soient restées visibles jusqu'en 2004. Une partie des installations couvertes du chantier est utilisée par GKN tandis que d'autres installations ont été utilisées par Motherwell Bridge Engineering pour des travaux de fabrication lourds.